# Nagy Jenő (néprajzkutató)

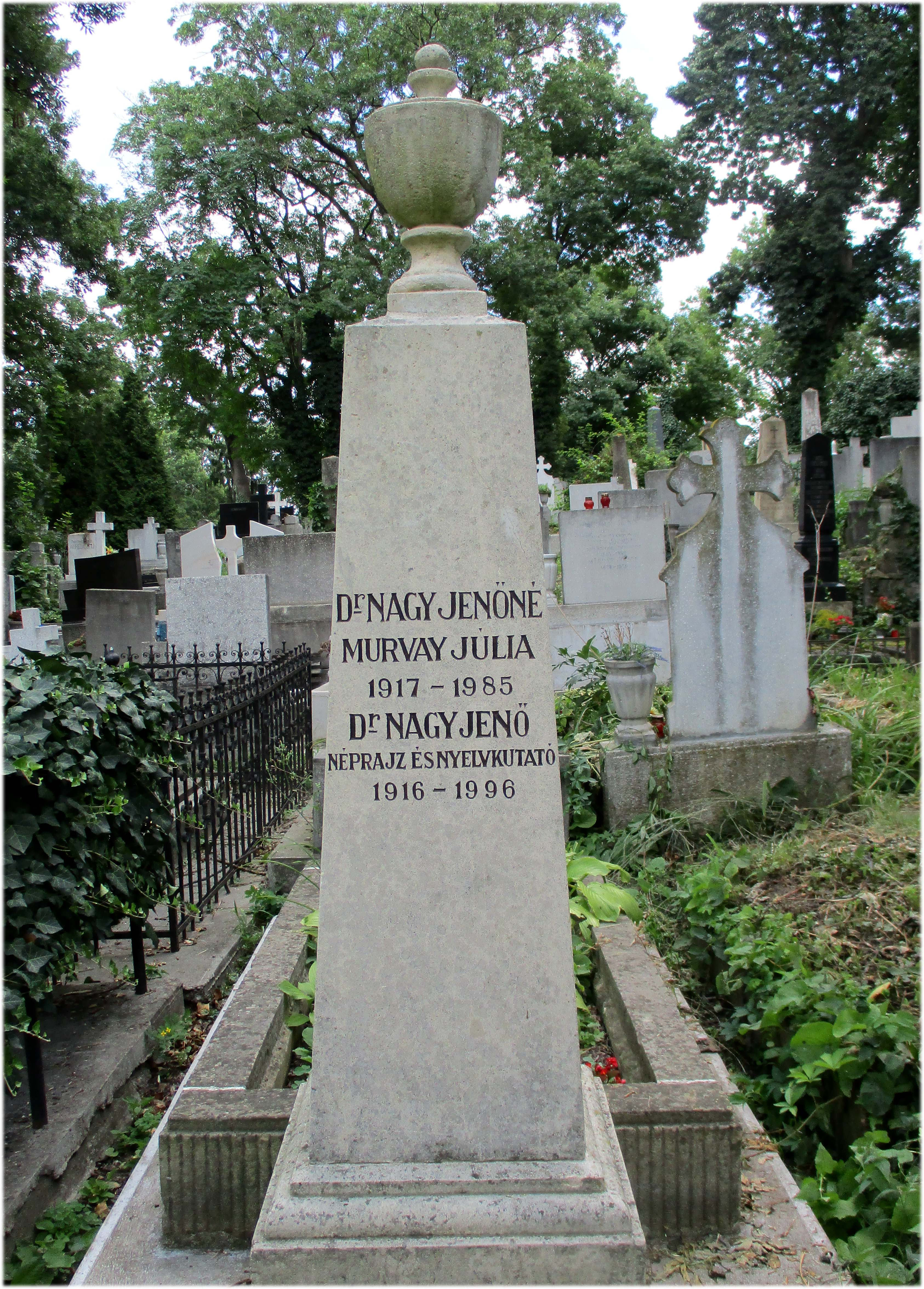
Sírja a Házsongárdi temetőben

Nagy Jenő (Kolozsvár, 1916. július 17. – Kolozsvár, 1996. szeptember 12.) erdélyi magyar nyelvész, néprajzkutató.

## Életútja, munkássága
Középiskolai tanulmányait a kolozsvári református kollégiumban és Pápán végezte, majd 1938-ban a debreceni egyetemen magyar-német szakos tanári diplomát szerzett. 1939-40-ben a lipcsei egyetemen tanult.
1940-1944 között az Erdélyi Tudományos Intézetben dolgozott kutatóként, utána 1950-ig a Bolyai Tudományegyetemen volt a német nyelv lektora, illetve adjunktus a néprajzi tanszéken. 1950-1956 között tanárként dolgozott, ezt követően 1959-ig a Román Akadémia kolozsvári Nyelvtudományi Intézetének tudományos kutatója volt. 1959-ben adminisztratív munkakörbe helyezték és csak 1968-tól folytathatta tudományos pályáját. 1975-től kezdve részt vett az Erdélyi magyar szótörténeti tár szerkesztésében, eleinte a szócikkek német nyelvi értelmezésével foglalkozott, majd Szabó T. Attila halála után Vámszer Márta mellett a munkaközösség vezetője lett.

## Művei
- A népi kendermunka műszókincse Magyarvalkón (doktori disszertáció), Debrecen, 1938
- A német nyelvjáráskutatás története és mai állása, Debrecen 1940
- Lakodalom a kalotaszegi Magyarvalkón. Kolozsvár, 1943, Erdélyi Tudományos Füzetek 171.
- Család-, guny- és ragadványnevek a kalotaszegi Magyarvalkón. 1944, Erdélyi Tudományos Füzetek 182.
- Szempontok és munkamódszerek az erdélyi szász helynévkutatásban, Kolozsvár, 1947
- A kalotaszegi magyar népi öltözet, Bukarest, 1957
- A torockói magyar népi öltözet, Bukarest, 1958
- Kászoni székely népművészet, Bukarest, 1972 (Kós Károllyal és Szentimrei Judittal)
- Szilágysági magyar népművészet, Bukarest, 1974 (Kós Károllyal és Szentimrei Judittal)
- Kalotaszegi magyar népviselet (Faragó Józseffel és Vámszer Gézával), 1977
- Kis-Küküllő vidéki magyar népművészet, Bukarest, 1978 (Kós Károllyal és Szentimrei Judittal)
- Moldvai csángó népművészet, Bukarest, 1981 (Kós Károllyal és Szentimrei Judittal)
- Néprajzi és nyelvjárási tanulmányok, 1984